# Tacoyaki Rainbow
Tacoyaki Rainbow (яп. たこやきレインボー Takoyaki Reinbō) — японская идол-группа из города Осаки. На сентябрь 2014 года состоит из пяти девочек. Все участницы живут в регионе Кансай. Группа была создана 3-й младшей секцией (3B Junior) агентства по поиску талантов Stardust Promotion в качестве локальной (местной) кансайской «группы-сестры» гёрл-групп Momoiro Clover Z, Shiritsu Ebisu Chugaku и Team Syachihoko, то есть целью было создание коллектива, который будет базироваться в регионе Кансай и в основном концентрировать свою деятельность там. Группа была создана в сентябре 2012 года, и том же месяце состоялся их дебют, в качестве открывающего акта на осакском выступлении Team Syachihoko.

## Состав
| Имя                          | Дата рождения            | Цвет       | Примечания |
| ---------------------------- | ------------------------ | ---------- | ---------- |
| Куруми Хори (яп. 堀くるみ)   | 18 декабря 1999 (25 лет) | Фиолетовый | Лидер      |
| Сакура Аяки (яп. 彩木 咲良)  | 26 марта 2002 (23 года)  | Розовый    |            |
| Маи Харуна (яп. 春名 真依)   | 5 января 2001 (24 года)  | Синий      |            |
| Карэн Нэгиси (яп. 根岸 可蓮) | 18 ноября 2000 (24 года) | Зелёный    |            |
| Саки Киёи (яп. 清井 咲希)    | 5 августа 1999 (25 лет)  | Жёлтый     |            |

### Бывшие участницы
| Имя                             | Дата рождения            | Цвет      | Примечания   |
| ------------------------------- | ------------------------ | --------- | ------------ |
| Това Нарасаки (яп. 奈良崎 とわ) | 21 февраля 2000 (25 лет) | Красный   | Бывший лидер |
| Мариа Араи (яп. 新井まりあ)     | 21 июля 2000 (24 года)   | Жёлтый    |              |
| Юка Койкэ (яп. 小池優花)        | 31 декабря 1999 (25 лет) | Оранжевый |              |

## Дискография

### Синглы
| № | Название                                                                             | Дата выпуска     | Чарты | Примеч. |
| № | Название                                                                             | Дата выпуска     | JPN   | Примеч. |
| - | ------------------------------------------------------------------------------------ | ---------------- | ----- | ------- |
| 1 | «Over the Tacoyaki Rainbow» (яп. オーバー･ザ･たこやきレインボー)                     | 17 сентября 2013 | 31    | видео   |
| 2 | «Naniwa no Haniwa» (яп. なにわのはにわ)                                              | 19 марта 2014    | 10    | видео   |
| 3 | «Zesshou! Naniwa de Umareta Shoujotachi» (яп. 絶唱！なにわで生まれた少女たち)        | 3 сентября 2014  | 13    | видео   |
| 4 | «Genki Uri no Shoujo ~Naniwa Meika Gojussen~» (яп. 元気売りの少女〜浪花名歌五十選〜) | 20 августа 2015  | 8     | видео   |
| 5 | «Kuri Bocchi One Day!!» (яп. クリぼっちONE DAY!!)                                    | 16 декабря 2015  | 11    | видео   |